# Narsinghpur (Distrikt)
Der Distrikt Narsinghpur (auch Narsimhapur) befindet sich im zentralöstlichen Teil des indischen Bundesstaates Madhya Pradesh. Der Name der Stadt und des Distrikts leitet sich vom Narasimha-Tempel ab. Die Distriktverwaltung befindet sich in der Stadt Narsinghpur.

## Geografie
Der Distrikt befindet sich in einer Beckenlandschaft, die vom Narmada-Fluss und zahlreichen seiner Nebenflüsse durchströmt wird, und vom Vindhyagebirge im Norden sowie vom Satpuragebirge im Süden eingerahmt wird. Der Distrikt Narsinghpur grenzt im Norden an den Distrikt Sagar, im Nordosten an den Distrikt Damoh, im Nordosten und Osten an den Distrikt Jabalpur, im Osten und Südosten an den Distrikt Seoni, im Süden an den Distrikt Chhindwara, im Südwesten und Westen an den Distrikt Narmadapuram sowie im Westen und Nordwesten an den Distrikt Raisen.

## Geschichte
Im frühen Mittelalter (ca. 400–600) gehörte die Region zum Guptareich; im Hochmittelalter (ca. 900–1200) wurde sie von den Kalachuris von Tripuri beherrscht. Ab 1292 übernahm eine Herrscherfamilie aus dem Volk der Gond die Regentschaft und behielt sie bis in die Neuzeit. Im Jahr 1564 verwüstete der General des Mogulreichs Asaf Khan das Gebiet. Ab 1781 war es Teil des Marathenreiches. Seit dem Jahr 1818 stand das Gebiet unter britischer Kontrolle und gehörte als Fürstenstaat Narsinghpur zur Nerbudda Division innerhalb der Central Provinces und von 1936 bis 1950 zu Central Provinces and Berar. Seit 1950 ist es Teil von Madhya Pradesh. Und seit dem 18. November 1956 trägt das Gebiet den heutigen Namen Distrikt Narsinghpur.

## Bevölkerung

### Einwohnerentwicklung
In den ersten Jahrzehnten des 20. Jahrhunderts wuchs die Bevölkerung nur schwach. Dies wegen Seuchen, Krankheiten und Hungersnöten. Seit der Unabhängigkeit Indiens hat sich die Bevölkerungszunahme beschleunigt. Während die Bevölkerung in der ersten Hälfte des 20. Jahrhunderts um rund 7,5 % zunahm, betrug das Wachstum in den fünfzig Jahren zwischen 1961 und 2011 165 %. Die Bevölkerungszunahme zwischen 2001 und 2011 lag bei 14,01 % oder rund 134.000 Menschen. Offizielle Bevölkerungsstatistiken der heutigen Gebiete sind seit 1901 bekannt und veröffentlicht.
| Jahr      | 1901    | 1911    | 1921    | 1931    | 1941    | 1951    | 1961    | 1971    | 1981    | 1991    |
| Einwohner | 315.518 | 325.677 | 315.162 | 321.481 | 334.991 | 339.110 | 412.406 | 519.270 | 650.445 | 785.496 |

### Bedeutende Orte
Im Distrikt gibt nur acht Orte, die als Städte (towns und census towns) gelten. Deshalb ist der Anteil der städtischen Bevölkerung im Distrikt gering. Denn nur 203.540 der 1.091.854 Einwohner oder 18,64 % leben in städtischen Gebieten. Die fünf Städte mit mehr als 10.000 Bewohnern sind:

### Volksgruppen
In Indien teilt man die Bevölkerung in die drei Kategorien general population, scheduled castes und scheduled tribes ein. Die scheduled castes (anerkannte Kasten) mit (2011) 184.155 Menschen (16,87 Prozent der Bevölkerung) werden heutzutage Dalit genannt (früher auch abschätzig Unberührbare betitelt). Die scheduled tribes sind die anerkannten Stammesgemeinschaften mit (2011) 145.879 Menschen (13,36 Prozent der Bevölkerung), die sich selber als Adivasi bezeichnen. Zu ihnen gehören in Madhya Pradesh 46 Volksgruppen. Mehr als 5000 Angehörige zählen nur die Bhil (130.431 Personen oder 11,95 % der Distriktsbevölkerung) und die Bhumia (5713 Personen oder 0,52 % der Distriktsbevölkerung).

## Verwaltungsgliederung
Der Distrikt ist in die sechs Tehsils Gadarwara, Gotegaon, Kareli, Narsinghpur, Saikheda (nach 2011 entstanden) und Tendukheda gegliedert. Der Distrikt bestand (laut District Census Hand Book) bei der letzten Volkszählung 2011 aus acht Städten und 1035 bewohnten Dörfern mit acht Stadtverwaltungen und 455 Dorfverwaltungen.

## Verkehr
Viele Dörfer sind über Buslinien an das regionale Verkehrsnetz angeschlossen. Hinzu kommen als überregionale Straßenverbindungen mehrere National Highways und State Highways. Auf dem Gebiet des Distrikts gibt es insgesamt 10 Bahnhöfe.